# Nicolaus Foss
Nicolaus Foss (1747 – 20. maj 1828 i Heide) var en dansk officer og kammerherre.
Foss var sønnesøn af sognepræst i Sorø Niels Foss (1664-1710) og søn af Claus Ulrik Foss. Han var generaladjudant-løjtnant og oberst. 1815 fik han afsked som generalmajor.